# Squadra bangladese di Coppa Davis
La squadra bangladese di Coppa Davis rappresenta il Bangladesh nella Coppa Davis, ed è posta sotto l'egida della Bangladesh Tennis Federation.
La squadra ha esordito nel 1986 e ad oggi il suo miglior risultato è il raggiungimento del Gruppo II della zona Asia/Oceania. Il Bangladesh detiene il record del tennista più giovane ad aver mai disputato un incontro di Coppa Davis, nella persona di Mohammed-Akhtar Hossain il quale scese in campo nel match di doppio contro Myanmar nel 2003 all'età di 13 anni e 326 giorni.

## Organico 2011
Aggiornato al match delle fasi zonali contro la Giordania del 16 aprile 2011. Fra parentesi il ranking del giocatore nel momento della disputa degli incontri.
- Sree-Amol Roy (ATP #)
- Mohammed-Alamgir Hossain (ATP #)
- Ranjan Ram (ATP #)
- Shibu Lal (ATP #)